# 1814
1814 (MDCCCXIV) a fost un an obișnuit al calendarului gregorian, care a început într-o zi de sâmbătă.

## Evenimente

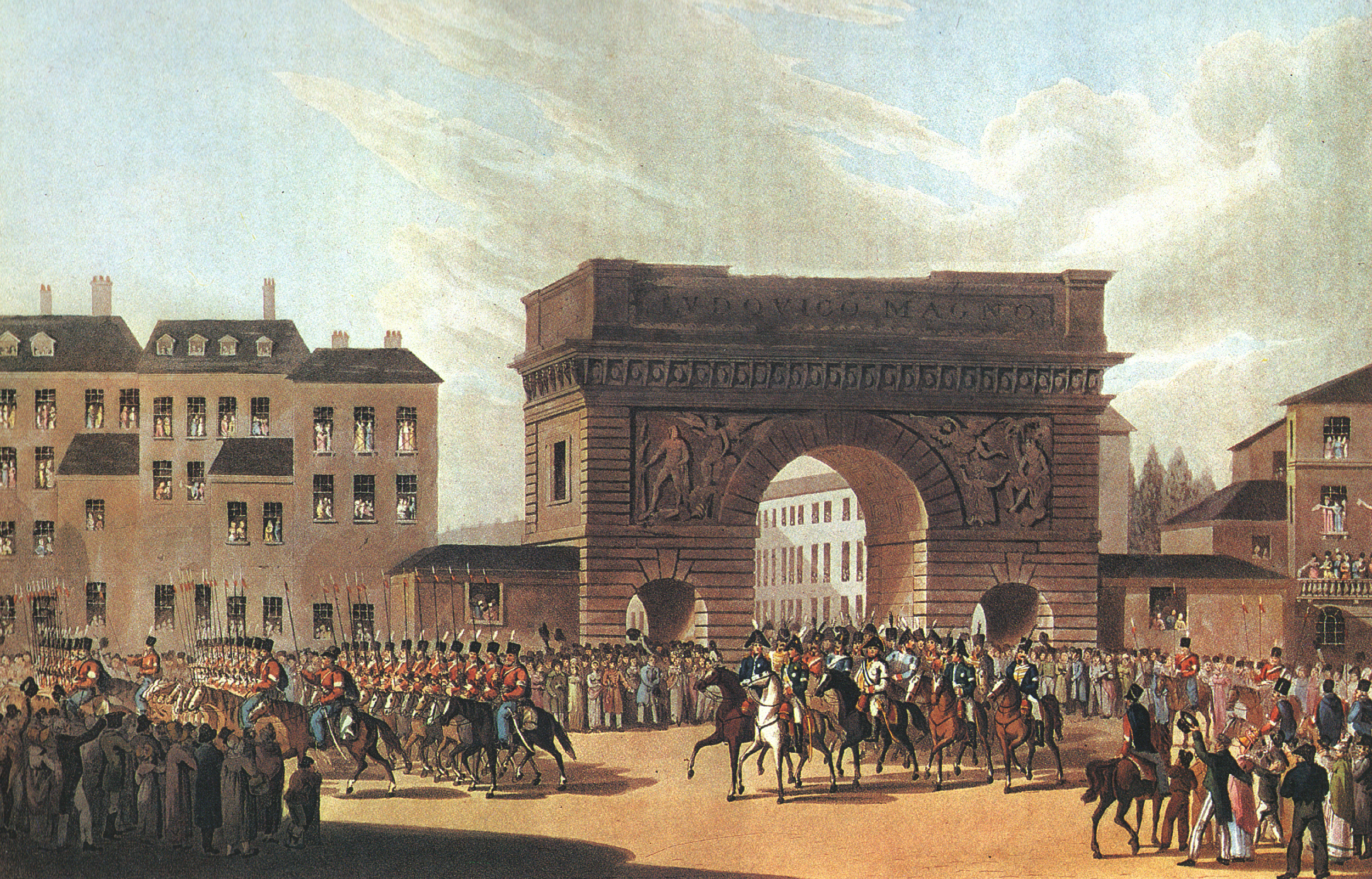
31 martie: Trupele anti-napoleon ocupă Parisul.

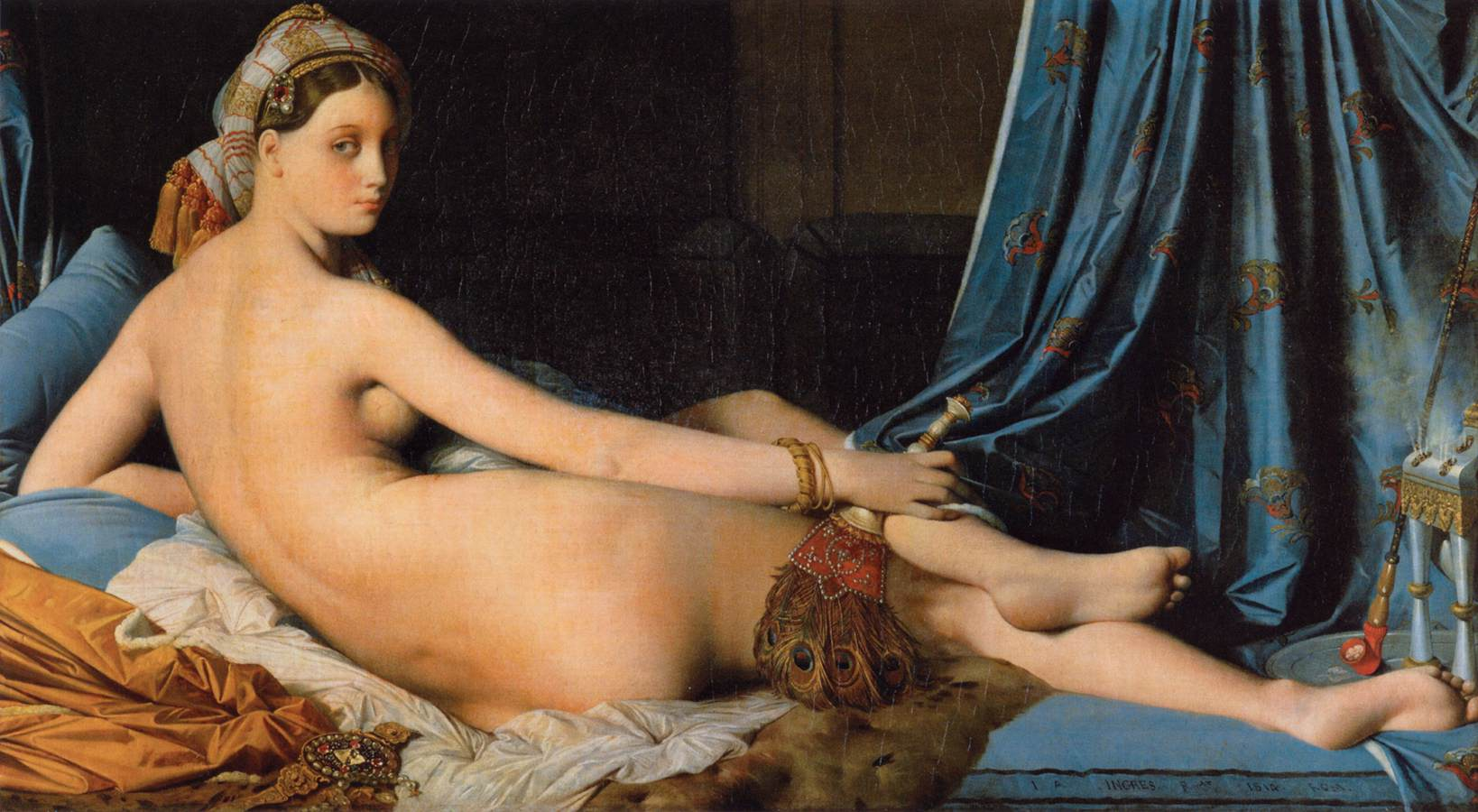
Ingres pictează Marea Odaliscă.

### Ianuarie
- 14 ianuarie: Tratatul de la Kiel: Frederic al VI-lea al Danemarcei cedează Norvegia, Suediei, în schimbul Pomeraniei.
- 29 ianuarie: Bătălia de la Brienne: În cadrul Războiului celei de-a Șasea Coaliții, armata franceză sub comanda împăratului Napoleon învinge trupele prusace conduse de generalul Gebhard Leberecht von Blücher.
- 31 ianuarie: Gervasio Antonio de Posadas devine dictator al Argentinei.

### Martie
- 10 martie: Bătălia de la Laon: Generalul prusac von Blücher îl învinge pe Napoleon.
- 12 martie: Louis-Antoine, Duce de Angoulême intră în Bordeaux, marcând restaurarea dinastiei Bourbon.
- 30 martie: Forțele celei de-a Șase Coaliții intră în Paris.
- 31 martie: Trupele anti-napoleoniene ocupă Parisul.

### Aprilie
- 6 aprilie: Restaurația Bourbon: Ludovic al XVIII-lea este invitat să ocupe tronul Franței.
- 10 aprilie: Ducele de Wellington învinge în Bătălia de la Toulouse.
- 11 aprilie: Împăratul Napoleon abdică.
- 12 aprilie: Contele de Artois, viitorul rege Carol al X-lea al Franței, sosește din exil la Paris, după căderea lui Napoleon. Conform publicației Le Moniteur, contele spune: "În sfârșit revăd Franța! Nu s-a schimbat nimic, doar că se află în ea un francez mai mult." Era o parafrază după Napoleon când a pierdut tronul: "Curând nu va mai fi în Franța decât un francez mai puțin".

### Mai
- 3 mai: Ducele de Provence, viitorul Ludovic al XVIII-lea al Franței se întoarce la Paris.
- 17 mai: Se semnează Constituția Norvegiei și Prințul Moștenitor danez Christian Frederic este ales rege al Norvegiei de Adunarea Constituantă norvegiană.
- 30 mai: Se semnează Primul Tratat de la Paris întorcând Franța la frontierele din 1792. În aceeași zi Napoleon I al Franței este exilat pe insula Elba.

### Noiembrie
- 1 noiembrie: Deschiderea Congresului de la Viena cu scopul de a restaura în Europa ordinea conservatoare existentă înaintea izbucnirii Revoluției Franceze.

### Decembrie
- 5 decembrie-5 ianuarie 1815. Convenția de la Hartford. Întrunire secretă a delegaților Partidului Federalist din New England, opozanți ai Războiului din 1812.
- 24 decembrie: Tratatul de la Gent. A fost tratatul de pace care a încheiat Războiul din 1812 între Statele Unite ale Americii și Regatul Unit al Marii Britanii și al Irlandei.

### Nedatate
- Bătălia de la Chippewa. Bătălie în cadrul Războiului din 1812, care a restabilit moralul armatei americane, britanicii fiind învinși.
- Carta din 1814 (Carta Constituțională). Constituție franceză emisă de Ludovic XVIII, în vigoare până în 1848.
- Inginerul englez George Stephenson construiește prima locomotivă cu aburi.
- Tratatul de la Chaumont. Tratat semnat de Austria, Marea Britanie, Prusia și Rusia împotriva lui Napoleon I.

## Arte, știință, literatură și filozofie
- Lord Byron publică Corsarul
- Pictorul spaniol Francisco Goya pictează Dos de Mayo și Tres de Mayo
- Sir Walter Scott scrie Waverley

## Nașteri

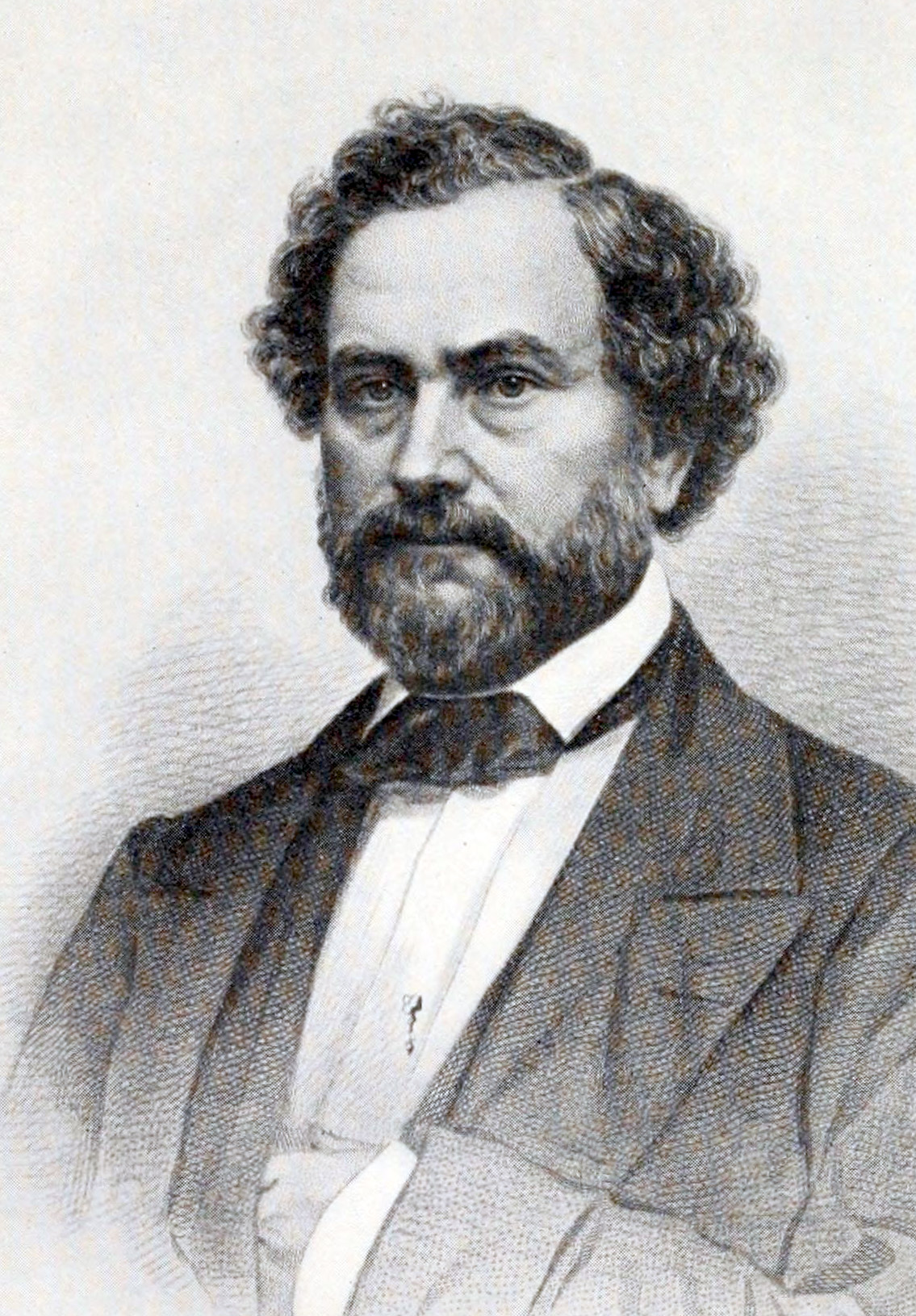
Samuel Colt, inventator și industriaș american

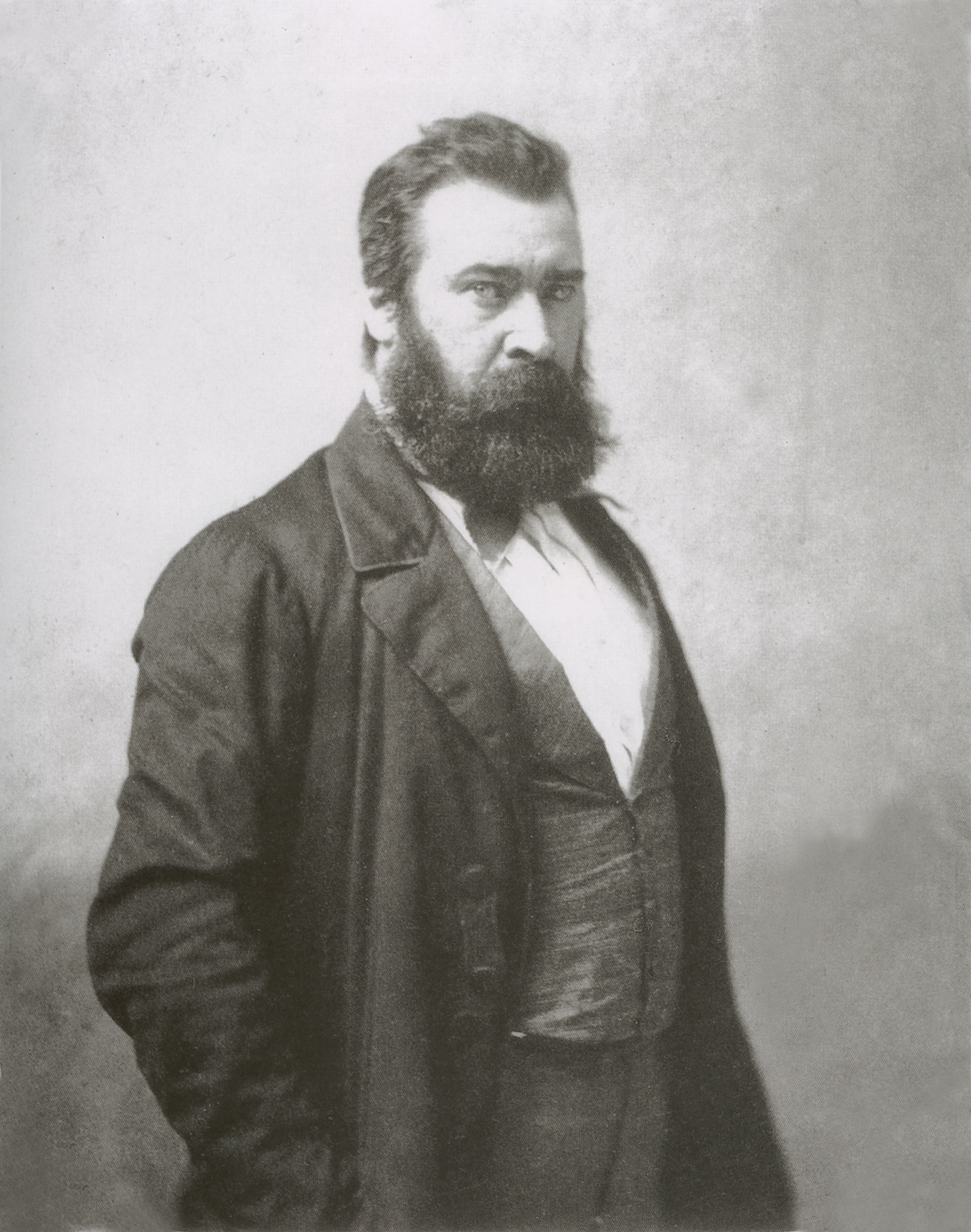
Jean-François Millet, pictor francez

- 24 ianuarie: Ducesa Helen de Mecklenburg-Schwerin, ducesă de Orléans (d. 1858)
- 27 ianuarie: Eugène Viollet-le-Duc, arhitect francez (d. 1879)
- 22 februarie: Grigore Alexandrescu, fabulist român (d. 1885)
- 8 martie: Ede Szigligeti, scriitor maghiar (d. 1878)
- 23 martie: Gertrudis Gómez de Avellaneda, poetă spaniolă de origine cubaneză  (d. 1873)
- 9 mai: Marie Louise Charlotte de Hesse-Kassel (d. 1895)
- 30 mai: Mihail Bakunin, revoluționar rus, considerat „tatăl anarhismului modern” (d. 1876)
- 13 aprilie: Théodolinde de Beauharnais, contesă de Württemberg (d. 1857)
- 22 mai: Hermann, Prinț de Wied, nobil german, tatăl reginei Elisabeta a României (d. 1864)
- 19 iulie: Samuel Colt, inventator (pistol) și industriaș american (d. 1862)
- 13 august: Anders Jonas Ångström, fizician și astronom suedez (d. 1874)
- 2 septembrie: Ernst Curtius, istoric și arheolog german (d. 1896)
- 4 octombrie: Jean-François Millet, pictor francez (d. 1875)
- 15 octombrie: Mihail Lermontov, scriitor romantic rus (d. 1841)
- 23 octombrie: Friedrich, Duce de Schleswig-Holstein-Sonderburg-Glücksburg (d. 1885)
- 25 octombrie: Louis, Duce de Nemours (d. 1896)
- 6 noiembrie: Adolphe Sax, inventator belgian (d. 1894)
- 25 noiembrie: Julius Robert von Mayer, naturalist și medic german (d. 1878)
- 25 noiembrie: Matei Millo, actor român de teatru (d. 1896)
- 19 decembrie: Prințesa Maria Antonia a celor Două Sicilii, Mare Ducesă de Toscana (d. 1898)

## Decese
- 28 martie: Joseph-Ignace Guillotin, 75 ani, inventatorul ghilotinei (n. 1738)
- 29 mai: Josephine de Beauharnais, 50 ani, împărăteasă a Franței (n. 1763)
- 19 iulie: Matthew Flinders, 40 ani, explorator englez al Australiei (n. 1774)
- 8 septembrie: Maria Carolina a Austriei (n. Maria-Carolina-Louise-Josepha-Johanna-Antonia-Anna), 62 ani, soția regelui Ferdinand I al celor Două Sicilii (n. 1752)
- 2 decembrie: Marchizul de Sade, 74 ani, scriitor francez (n. 1740)